# Усланское общество
Усланское общество — сельское общество, входившее в состав Важинской волости Олонецкого уезда Олонецкой губернии. Волостное правление располагалось в селении Скуратово.
В настоящее время территория общества относится в основном к Подпорожскому району Ленинградской области.

## Состав
Согласно «Списку населённых мест Олонецкой губернии по сведениям за 1905 год» общество состояло из следующих населённых пунктов:
| № | Населённый пункт | Расстояние до волостного правления в верстах | Количество семей | Всего жителей |
| - | ---------------- | -------------------------------------------- | ---------------- | ------------- |
| 1 | Усланка          | 6                                            | 44               | 198           |
| 2 | Корба            | 6                                            | 29               | 133           |
| 3 | Чемоданова       | 6                                            | 22               | 91            |
| 4 | Толстое          | 22                                           | 14               | 83            |
| 5 | Киновичи         | 4                                            | 21               | 110           |